# Waverly (Dakota Południowa)
Waverly – jednostka osadnicza w Stanach Zjednoczonych, w stanie Dakota Południowa, w hrabstwie Codington.